# Gualtiero Jacopetti
Gualtiero Jacopetti (Barga, de la Toscana, 4 de septiembre de 1919 - Roma, 17 de agosto de 2011) fue un director de cine y periodista italiano.
Jacopetti, Paolo Cavara y Franco Prosperi fueron los fundadores del género cinematográfico denominado mondo, al que se adscriben películas que también son llamadas shockumentaries.

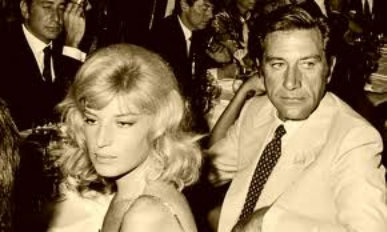
Jacopetti y Monica Vitti en los años 60.

## Filmografía como director
- Mondo cane, 1962
- La donna nel mondo, 1963
- Mondo cane 2, 1963
- Africa addio, 1966
- Addio zio Tom, 1971
- Mondo candido, 1975